# Archaeoceratops
Archaeoceratops ("cara con cuernos antigua") es  un género con dos especies conocidas de dinosaurio ceratopsiano arqueoceratópsido, que vivió a principios del período Cretácico, hace aproximadamente 140 y 130 millones de años, desde el Valanginiense hasta el Hauteriviense, en lo que hoy es Asia. Se conocen dos especies Archaeoceratops oshimai y Archaeoceratops yujingziensis.

## Descripción

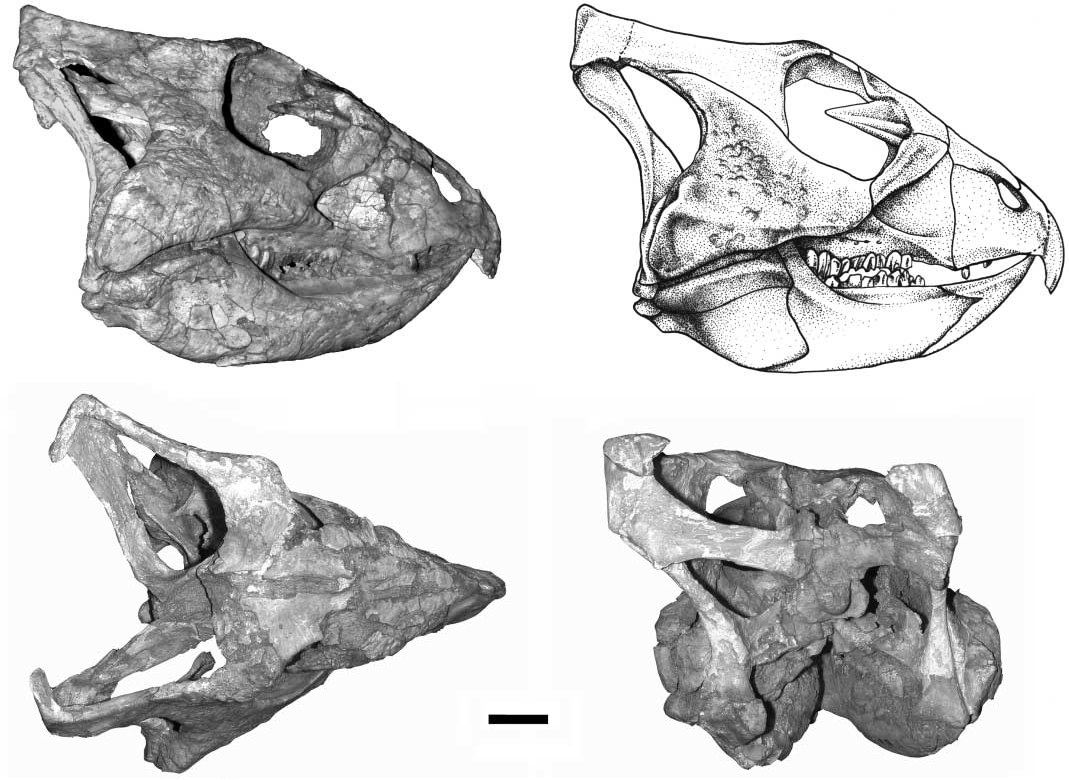
Cráneo de A. oshimai.

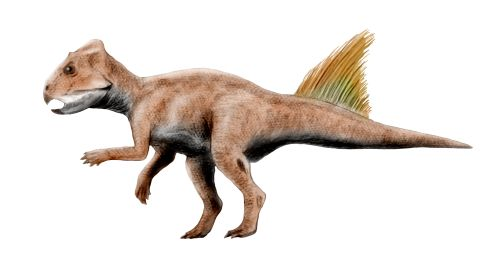
A. yujingziensis.

Por ahora se desconoce exactamente su tamaño y peso, lo que es seguro es que fue algo pequeño, se estima que medía como 1 metro de longitud. El arqueocerátopo era un ceratópsido primitivo, aún no evolucionado, los pocos restos que se han encontrado demuestran que carecía de cuernos, que podía adoptar la configuración bípeda y cuadrúpeda, que su pico y gola eran pequeños y que su cuerpo era liviano, adaptado para caminar rápido. El arqueocerátopo, como todos los ceratopsianos, fue un herbívoro. Durante el Cretácico, las plantas con flores geográficamente estaban "limitadas sobre el paisaje", por lo que es probable que este dinosaurio se alimentara de las plantas predominantes de la era: helechos, cicádeas y coníferas, utilizando su pico afilado para romper las hojas y agujas.

## Descubrimiento e investigación
Un esqueleto parcial de este pequeño dinosaurio fue hallado en 1992 en el Grupo Xinminbao de la Cuenca Gongpoquan de Mazong Shan Gansu, provincia de China. Fue nombrado por Dong y Azuma en 1996. Ambos decidieron llamarlo Archaeoceratops, nombre que se deriva del griego: Archaeo = "Antiguo/primitivo", Keras = "Cara" y Ops = "Cuerno". La especie tipo es A. oshimai.
El holotipo, espécimen IVPP V11114, consiste en un esqueleto parcialmente completo incluyendo el cráneo, una serie de vértebras caudales, pelvis, y la mayor parte de un pie trasero. El paratipo, es el segundo espécimen encontrado, IVPP V11115, consiste en un esqueleto incompleto con una serie caudal relativamente bien preservada, un miembro trasero parcial, y un pie totalmente preservado. Es levemente más pequeño que el holotipo.
A. yujingziensis se diferencia por algunos detalles de la mandíbula y de los dientes.

## Clasificación
Archaeoceratops pertenece a Ceratopsia (que en griego significa " cara de cuernos"), un grupo herbívoro de dinosaurios con picos como loros que prosperaron en Norteamérica y Asia durante el período cretáceo. En 1997 Dong y Azuma lo colocaron en una nueva familia, Archaeoceratopsidae.

### Filogenia
Cladograma según Butler y colaboradores de 2011:
|  | Stenopelix |
|  |            |
|  | Yinlong    |
|  |            |

|  | Archaeoceratops                                                    |
|  |                                                                    |
|  | \| \| Leptoceratopsidae \| \| \| \| \| \| Coronosauria \| \| \| \| |
|  |                                                                    |
|  | Leptoceratopsidae                                                  |
|  |                                                                    |
|  | Coronosauria                                                       |
|  |                                                                    |

|  | Leptoceratopsidae |
|  |                   |
|  | Coronosauria      |
|  |                   |

|  | Archaeoceratops                                                    |
|  |                                                                    |
|  | \| \| Leptoceratopsidae \| \| \| \| \| \| Coronosauria \| \| \| \| |
|  |                                                                    |
|  | Leptoceratopsidae                                                  |
|  |                                                                    |
|  | Coronosauria                                                       |
|  |                                                                    |

|  | Leptoceratopsidae |
|  |                   |
|  | Coronosauria      |
|  |                   |

|  | Archaeoceratops                                                    |
|  |                                                                    |
|  | \| \| Leptoceratopsidae \| \| \| \| \| \| Coronosauria \| \| \| \| |
|  |                                                                    |
|  | Leptoceratopsidae                                                  |
|  |                                                                    |
|  | Coronosauria                                                       |
|  |                                                                    |

|  | Leptoceratopsidae |
|  |                   |
|  | Coronosauria      |
|  |                   |

|  | Archaeoceratops                                                    |
|  |                                                                    |
|  | \| \| Leptoceratopsidae \| \| \| \| \| \| Coronosauria \| \| \| \| |
|  |                                                                    |
|  | Leptoceratopsidae                                                  |
|  |                                                                    |
|  | Coronosauria                                                       |
|  |                                                                    |

|  | Leptoceratopsidae |
|  |                   |
|  | Coronosauria      |
|  |                   |

|  | Stenopelix |
|  |            |
|  | Yinlong    |
|  |            |

|  | Archaeoceratops                                                    |
|  |                                                                    |
|  | \| \| Leptoceratopsidae \| \| \| \| \| \| Coronosauria \| \| \| \| |
|  |                                                                    |
|  | Leptoceratopsidae                                                  |
|  |                                                                    |
|  | Coronosauria                                                       |
|  |                                                                    |

|  | Leptoceratopsidae |
|  |                   |
|  | Coronosauria      |
|  |                   |

|  | Archaeoceratops                                                    |
|  |                                                                    |
|  | \| \| Leptoceratopsidae \| \| \| \| \| \| Coronosauria \| \| \| \| |
|  |                                                                    |
|  | Leptoceratopsidae                                                  |
|  |                                                                    |
|  | Coronosauria                                                       |
|  |                                                                    |

|  | Leptoceratopsidae |
|  |                   |
|  | Coronosauria      |
|  |                   |

|  | Archaeoceratops                                                    |
|  |                                                                    |
|  | \| \| Leptoceratopsidae \| \| \| \| \| \| Coronosauria \| \| \| \| |
|  |                                                                    |
|  | Leptoceratopsidae                                                  |
|  |                                                                    |
|  | Coronosauria                                                       |
|  |                                                                    |

|  | Leptoceratopsidae |
|  |                   |
|  | Coronosauria      |
|  |                   |

|  | Archaeoceratops                                                    |
|  |                                                                    |
|  | \| \| Leptoceratopsidae \| \| \| \| \| \| Coronosauria \| \| \| \| |
|  |                                                                    |
|  | Leptoceratopsidae                                                  |
|  |                                                                    |
|  | Coronosauria                                                       |
|  |                                                                    |

|  | Leptoceratopsidae |
|  |                   |
|  | Coronosauria      |
|  |                   |